# Ивасюк, Владимир Михайлович
Влади́мир Миха́йлович Ивасю́к (укр. Володи́мир Миха́йлович Івасю́к, 4 марта 1949, Кицмань, Черновицкая область, УССР, СССР — 27 апреля 1979, Брюховичи,Львовская область, УССР, СССР) — советский украинский композитор, поэт, певец, Герой Украины (2009, посмертно). Один из основоположников украинской эстрадной музыки. Автор 107 песен, 53 инструментальных произведений, музыки к нескольким спектаклям.

## Биография

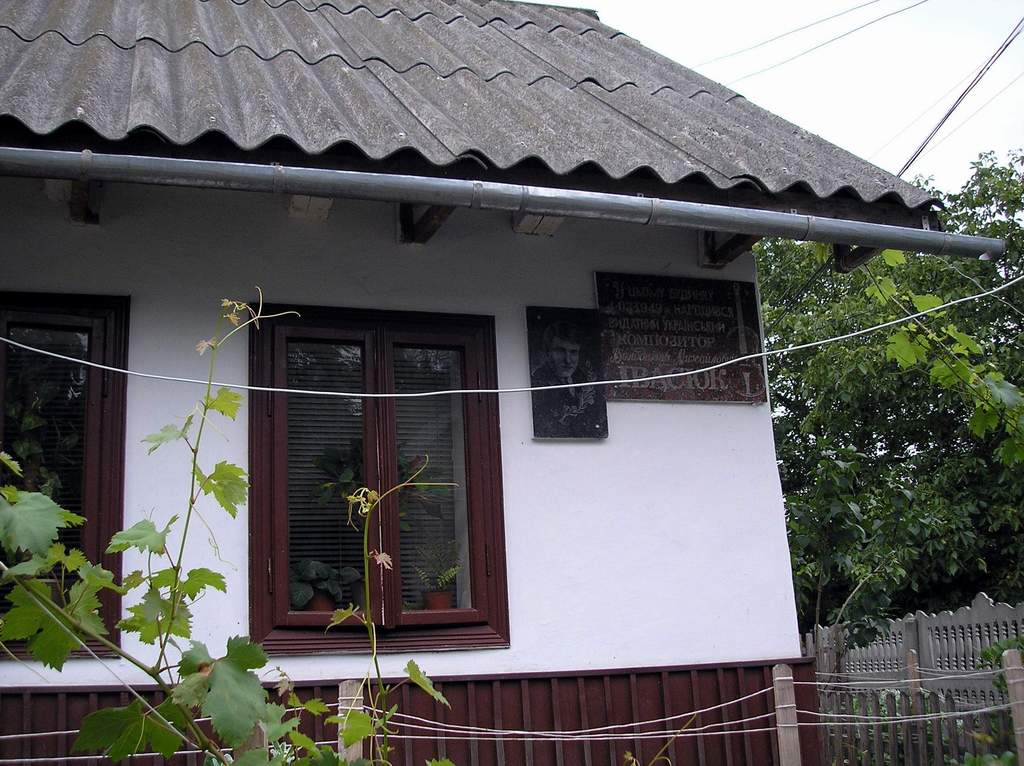
Дом, где родился Ивасюк. Через 30 лет в нём родилась певица Ани Лорак

Родился 4 марта 1949 года в городе Кицмань Черновицкой области в семье писателя и историка буковинского края Михаила Григорьевича Ивасюка и учительницы Софии Ивановны Ивасюк (Карякиной), есть сестра Оксана Ивасюк.
В 1955—1963 годах учился в местной детской музыкальной школе.
В 1956—1966 годах — ученик Кицманской средней школы.
В 1962 году принимал участие в заключительном концерте областного смотра музыкальных школ Буковины.
В 1963 году поступил в Киевскую музыкальную десятилетку им. Н. Лысенко по специальности альт, учился первую четверть, со второй четверти из-за болезни возвратился в Кицмань и учился в средней школе и музыкальной школе по классу фортепиано.
В 1964 году написал первую песню «Колыбельная» на стихотворение отца. В школе создал вокально-инструментальный ансамбль «Буковинка».
В 1965 году за победу в республиканском конкурсе ансамбль «Буковинка» был награждён поездкой по Днепру.
В 1966 году семья переехала в Черновцы. Поступил в медицинский институт, однако его исключили за участие в «политическом инциденте». Устроился работать на завод «Легмаш», где руководил заводским хором. Под псевдонимом Весняный прислал на областной конкурс песни «Отлетали журавли» на стихотворение В. Миколайчука и «Колыбельная для Оксаночки» на собственное стихотворение. За песню «Отлетали журавли» был удостоен первой премии.
В 1967—1972 годах возвратился к обучению в медицинском институте.
В 1970 году написал песни «Червона рута» и «Водограй», которые впервые исполнил с Еленой Кузнецовой в передаче украинского телевидения «Камертон хорошего настроения» 13 сентября. Путёвку в жизнь песням дал ансамбль «Смеричка» Левка Дутковского (солисты Назарий Яремчук, Василий Зинкевич, Мария Исак, Мирослава Ежеленко, звукорежиссёр Василий Стрихович).
В 1971 году режиссёр Роман Алексеев снял в городке Яремча украинский музыкальный фильм «Червона рута», в котором главные роли исполнили София Ротару и Василий Зинкевич. В фильме звучит много песен Ивасюка. «Червона рута» победила на первом всесоюзном фестивале «Песня-71». На заключительном концерте в Останкино её исполнили солисты ансамбля «Смеричка» Назарий Яремчук, Василий Зинкевич и автор Владимир Ивасюк в сопровождении эстрадно-симфонического оркестра под руководством Юрия Силантьева. «Червону руту» напечатал еженедельник «Украина».
В 1972 году на черновицком телевидении прошла премьера песни «Баллада о двух скрипках», которую исполнила София Ротару. Песня «Водограй» в исполнении ансамбля «Смеричка» п/р Л. Дутковского (солисты М. Ежеленко и Н. Яремчук) победила в телевизионном конкурсе «Алло, мы ищем таланты!» и фестивале «Песня-72». Переехал во Львов, учился в медицинском институте и начал учёбу в консерватории на подготовительном отделении. В ноябре по приглашению Владимира Ивасюка в Львовском театре им. Марии Заньковецкой его песни исполнил ансамбль «Смеричка» Л. Дутковского. Начало сотрудничества с Ростиславом Братунём, что является этапным в творчестве композитора.
В 1973 году закончил Львовский медицинский институт, поступил в аспирантуру к профессору Т. Митиной. В августе 1974 года в составе советской делегации был на международном песенном конкурсе «Сопот-74», на котором София Ротару победила с его песней «Водограй». С сестрой Галиной был в коротком путешествии по Польше. В сентябре 1974 года поступил на композиторское отделение Львовской консерватории в классе Анатолия Кос-Анатольского. 1974—1975 — работа над музыкой к спектаклю «Знаменосцы» по одноимённому роману Олеся Гончара. Режиссёр спектакля — Сергей Данченко. 19 марта 1975 — премьера спектакля «Знаменосцы». Музыка Владимира Ивасюка высоко оценена критикой.
В августе-сентябре 1975 года в селе Ростоки на Буковине снимался фильм «Песня всегда с нами», в котором София Ротару исполняет шесть песен Владимира Ивасюка.
В июле 1976 года Владимир Ивасюка исключили из консерватории за пропуски занятий. Пишет музыку к спектаклю «Мезозойская история» в Дрогобычском областном муздрамтеатре.
В 1977 году восстановил обучение в Львовской консерватории в классе Лешека Мазепы. София Ротару с песней Ивасюка «У судьбы своя весна» победила на фестивале «Сопот-77». Вышла пластинка «София Ротару поёт песни Владимира Ивасюка». Вышел сборник его песен «Моя песня».
В апреле 1978 года участвовал во Всесоюзном конкурсе молодых композиторов в Ереване. Пианистка Л. Десяткина исполнила на конкурсе «Сюиты-вариации на тему народной песни „Сухая верба“ В. Ивасюка». В октябре 1978 года участвовал во Всеукраинском слёте творческой молодёжи. Исполнялись «Сюиты-вариации для камерного оркестра» и происходила премьера песен «Лето поздних георгин» на стихотворение Ростислава Братуня, «Нам покой, друг, только снится» на стихотворение Р. Кудлика. Песни исполнил солист Львовской оперы Игорь Кушплер. В ноябре 1978 года победил на Всесоюзном конкурсе композиторов-студентов консерваторий в Москве — дипломы ІІ степени за «Сюиту-вариации для камерного оркестра» и «Балладу о Викторе Хара».
В апреле 1979 года — член жюри первого республиканского конкурса артистов эстрады в Хмельницком.
Уехал во Львов в ночь с 23 на 24 апреля 1979 года. Был найден повешенным 18 мая в лесу возле поселка Брюховичи. Погиб при загадочных обстоятельствах.

## Смерть и последствия

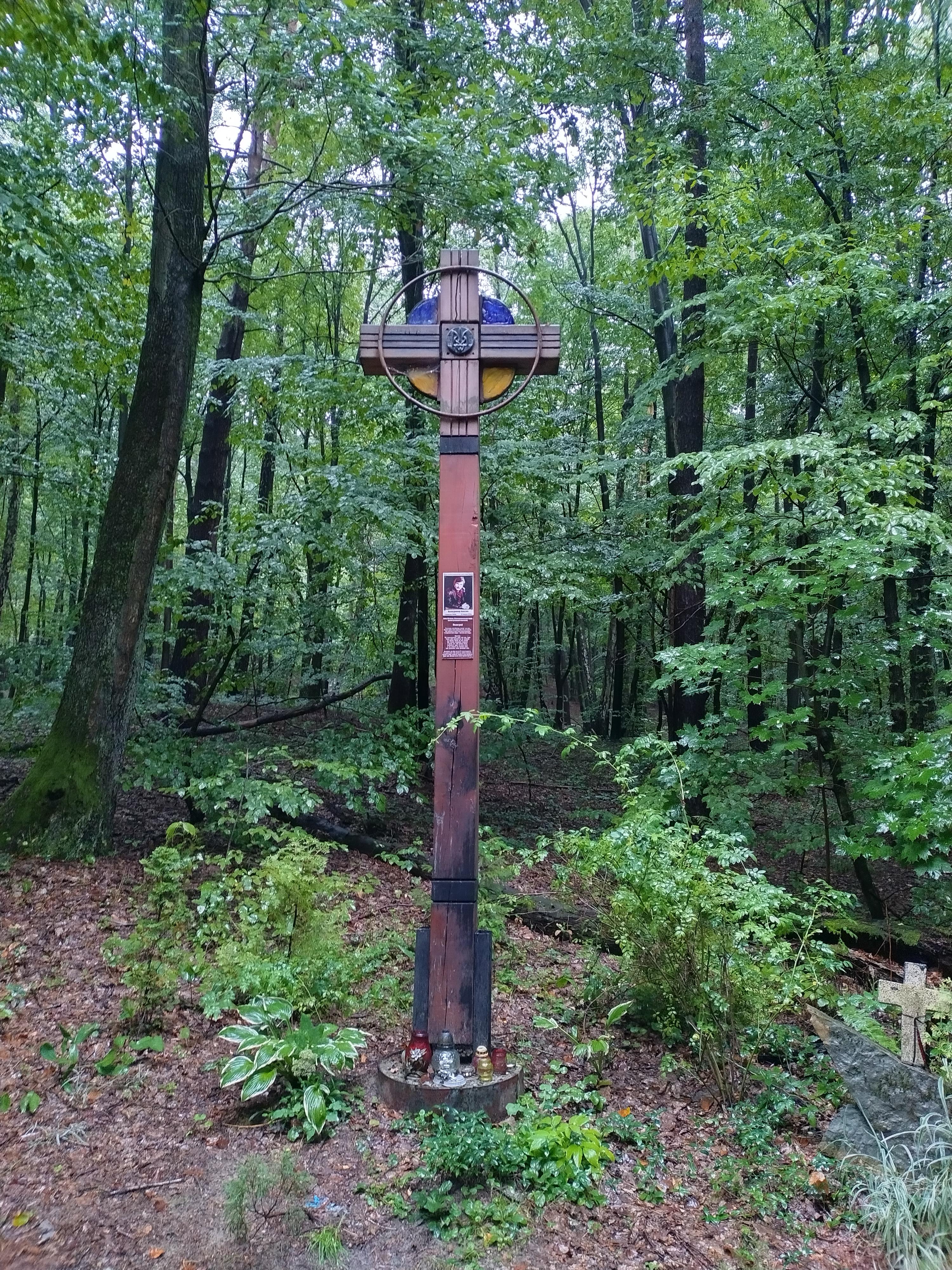
Памятный знак на месте смерти в Брюховицком лесу

24 апреля 1979 года Владимир Ивасюк после телефонного вызова вышел из дома и больше не вернулся. 18 мая его тело было случайно найдено повешенным в Брюховичском лесу под Львовом. Официальной версией смерти было названо самоубийство (отсутствие душевного равновесия после лечения во Львовской областной психиатрической больнице, куда он обратился с жалобами на бессонницу и хроническую усталость). Согласно неофициальной версии, к смерти Ивасюка мог иметь отношение КГБ. Похороны Владимира Ивасюка 22 мая 1979 года во Львове превратились в массовую акцию протеста против советской власти.
26 января 2009 года Генеральная прокуратура Украины возобновила закрытое уголовное дело о смерти Владимира Ивасюка, но в ноябре 2012 дело было закрыто из-за отсутствия состава преступления.
12 июня 2014 года Генеральная прокуратура Украины повторно возобновила закрытое уголовное дело о смерти В. Ивасюка. Прокурор Львовской области Роман Федик в феврале 2015 года заявил, что Ивасюк был убит сотрудниками КГБ.
Судебная экспертиза, проведённая в 2019 году по обращению прокуратуры Львовской области, установила, что Владимир Ивасюк не мог покончить с собой самостоятельно. Об этом заявил глава Киевского научно-исследовательского института судебных экспертиз Александр Рувин.

## Память
Подробно о жизни и смерти Владимира Ивасюка рассказывают книги «Монолог перед лицом сына» и «Жизнь и смерть Владимира Ивасюка».
- 1989 год — возвращение интереса к Владимиру Ивасюку. «Червона рута» стала названием одноимённого фестиваля.
- 2 марта 1994 года президент Украины Леонид Кравчук подписал Указ о присуждении посмертно Владимиру Ивасюку Государственной премии Украины имени Т. Г. Шевченко.
- В 1998 году прошёл концерт «Владимир Ивасюк. Возвращение».
- 4 марта 1999 года состоялось открытие в Черновцах Мемориального музея Владимира Ивасюка.
- В 2001 году на V Юбилейной Церемонии награждения лауреатов Всеукраинской премии в области музыки и массовых зрелищ «Золотая Жар-птица» Владимир Ивасюк был награждён в номинации «За вклад в развитие музыкальной культуры Украины XX столетия».
- В 2003 году вышел компакт-диск «Наш Ивасюк» в исполнении Тараса Чубая и группы «Плач Єремії».
- 1 марта 2009 года за самоотверженное служение Украине на ниве национальной музыкальной культуры Архивная копия от 7 декабря 2019 на Wayback Machine, создание вершинных образцов украинского песенного творчества Ивасюку было присвоено звание Героя Украины.

### Памятники

Мемориальная доска на здании Буковинского ГМУ
Памятник во Львове

На 68-й день рождения Владимира Ивасюка состоялось торжественное открытие мемориальной доски в его честь.
20 декабря 2011 во Львове открыли памятник выдающемуся композитору и поэту Владимиру Ивасюку.

### Филателия и нумизматика

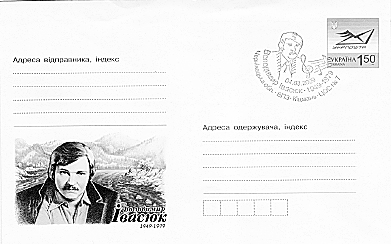
Почтовый конверт со спецгашением к 60-й годовщине со дня рождения Владимира Ивасюка. Укрпочта, 2009 год
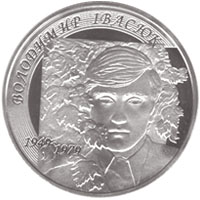
Юбилейная монета Украины «Володимир Івасюк» из серии «Знаменитые личности Украины». Национальный банк Украины, 2009 год
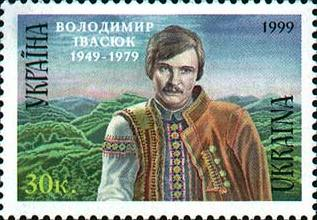
Почтовая марка Украины

## Творчество
Владимир Ивасюк автор песен:
- «Відлітали журавлі»,
- «Я піду в далекі гори»,
- Червона рута
- «Водограй»,
- «Пісня буде поміж нас»,
- «Лиш раз цвіте любов»,
- «Балада про мальви»,
- «Я — твоє крило»,
- «Ласкаво просимо»,
- «Наче зграя птиць»,
- «Колискова»,
- «Мандрівна музика»,
- «Два перстені»,
- «Там за горою, за крем’яною»,
- «Капелюх»,
- Балада про 2 скрипки.